# St.-Trinitatis-Kirche (See)

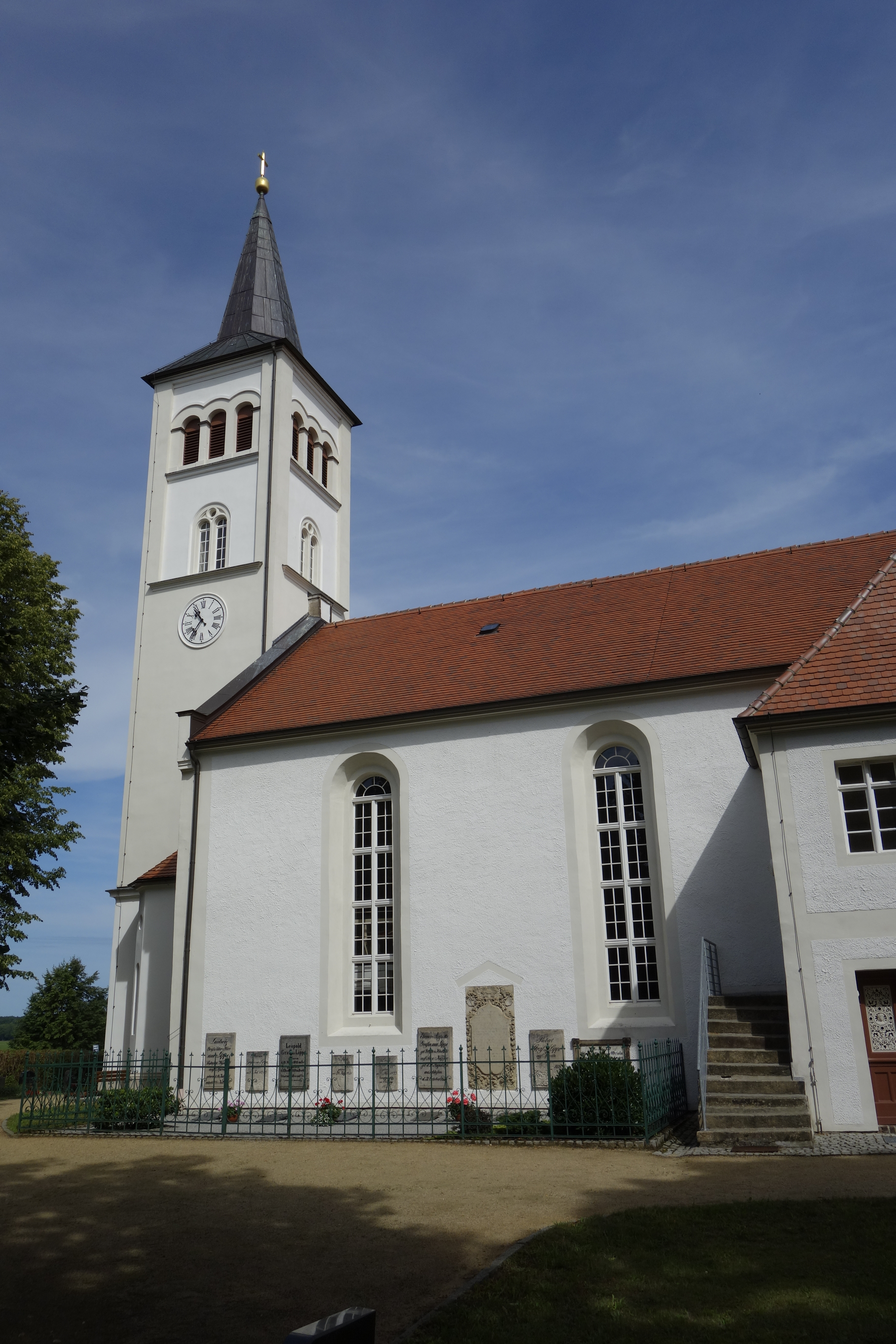
St.-Trinitatis-Kirche in See (2017)

Die St.-Trinitatis-Kirche ist eine der Dreifaltigkeit geweihte Kirche im Ortsteil See der Stadt Niesky im Landkreis Görlitz in der sächsischen Oberlausitz. Das Gebäude gehört der Trinitatisgemeinde am See im Kirchenkreis Schlesische Oberlausitz, der Teil der Evangelischen Kirche Berlin-Brandenburg-schlesische Oberlausitz ist. Die Kirche steht unter Denkmalschutz.

## Architektur und Geschichte

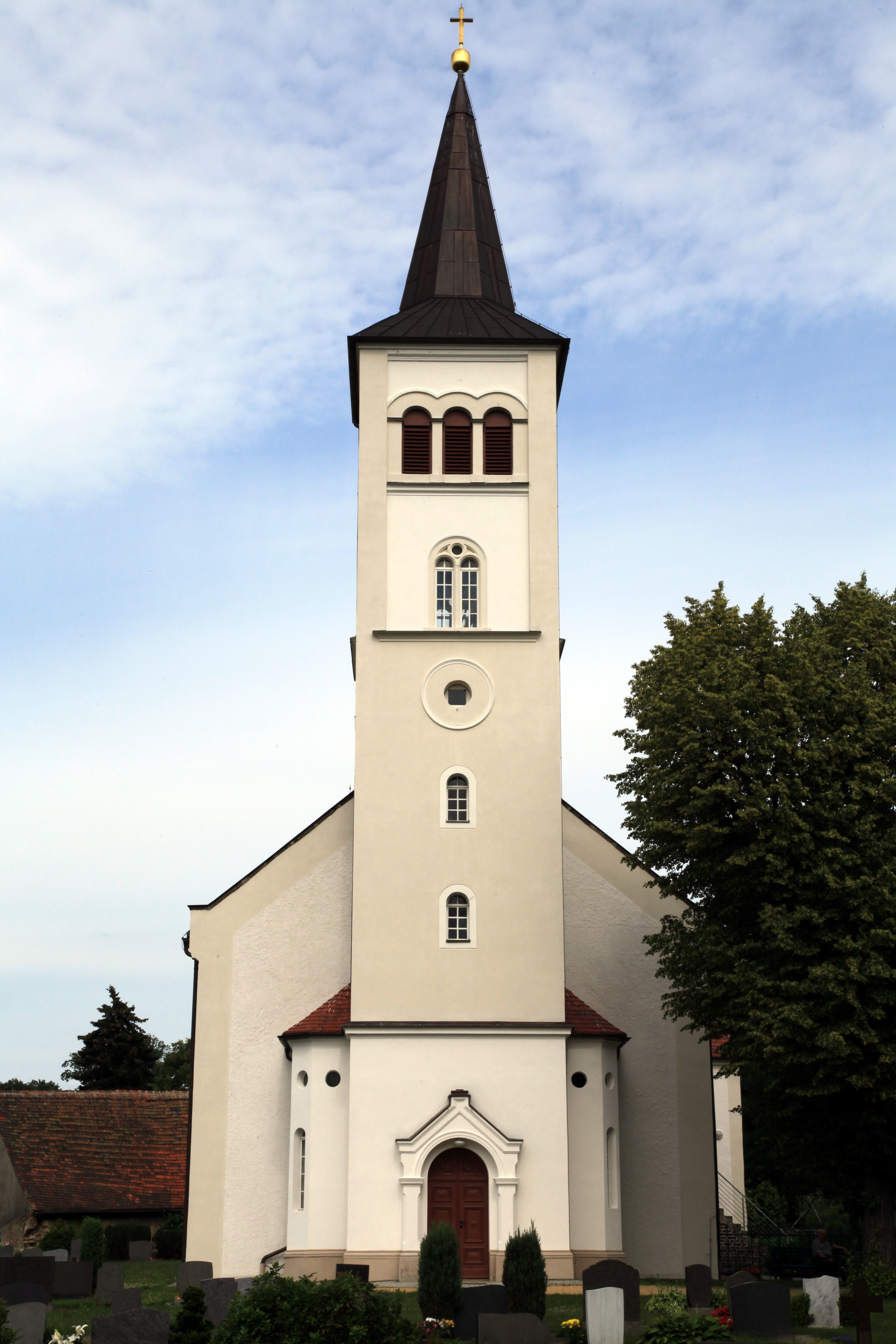
Blick zum Turm (2012)

Bereits in der Kopie der Kirchenmatrikel des Bistums Meißen aus dem Jahr 1495 ist See als Kirchdorf verzeichnet. Zwischen 1885 und 1899 wurde die Kirche grundlegend umgebaut und hat seitdem ihr heutiges Erscheinungsbild. Der Kirchturm wurde 1886 angebaut. Während des Ersten Weltkrieges mussten die 1855 gegossenen Kirchenglocken zugunsten der Waffenproduktion abgegeben werden und wurden eingeschmolzen. Nach Kriegsende wurden neue Glocken beschafft, die im Jahr 1942 aus dem gleichen Grund wieder demontiert wurden. Zwischen 1969 und 1971 wurde die Kirche letztmals umgebaut, dabei wurden die Ecktürmchen an der Kirchturmspitze entfernt.
Das Gebäude ist eine große Saalkirche mit einem hohen quadratischen Westturm und flachem Ostschluss. An der Südwand ist auf höhe des Chors ein zweigeschossiger Logenraum mit Walmdach angebaut. Die Fenster des Kirchenschiffs sind groß und rundbogig, die Fenster in der Loge rechteckig. An der Ostwand ist ein früheres Spitzbogenfenster zugemauert. Am Turm befindet sich ein rundbogiges Eingangsportal und an den Seiten jeweils drei Schallöffnungen. Abgeschlossen wird der Turm durch einen achtseitigen Spitzhelm mit Turmkugel und Kreuz.
Der Innenraum ist flach gedeckt. An der Nord- und Südwand sind Teile einer Wandmalerei aus dem 16. Jahrhundert erhalten, die das Jüngste Gericht und die Jonasgeschichte darstellen. An der Außenwand sind mehrere Grabdenkmäler aus dem 16., 17. und 18. Jahrhundert angebracht, darunter ein Epitaph für Christoph von Gersdorff († 1589) als in Lebensgröße dargestellter kniender Ritter und für Johann Ferdinand Gottlieb von Nostitz († 1715).

## Orgel
Die Orgel in See hat zwölf Register und wurde im Jahr 1809 von der Schweidnitzer Orgelbaufirma Schlag & Söhne gebaut. 2008 wurde sie von der Firma Soldan aus Niesky restauriert.

## Kirchengemeinde
Die Kirchengemeinde See wurde in der ersten Hälfte des 16. Jahrhunderts reformiert. Neben dem Pfarrdorf See gehören noch die Dörfer Moholz und Sproitz mit der Siedlung Rysack zur ehemaligen Kirchengemeinde See. Bis 1817 fanden in See auch Gottesdienste in sorbischer Sprache statt, danach wurden diese eingestellt. Der Volkskundler Arnošt Muka geht davon aus, dass die Kirchengemeinde damals noch mehr sorbische als deutsche Einwohner hatte.
Bis 1945 gehörte See zur Evangelischen Landeskirche der älteren Provinzen Preußens. Nach deren Zerfall kam die Kirchengemeinde zur Evangelischen Kirche in Schlesien, die später in Evangelische Kirche der schlesischen Oberlausitz umbenannt und am 1. Januar 2004 mit der Evangelischen Kirche in Berlin-Brandenburg zur Evangelischen Kirche Berlin-Brandenburg-schlesische Oberlausitz vereinigt wurde. Am 1. Januar 2006 schlossen sich die Kirchengemeinden See, Kollm und Petershain zu der neuen Trinitatisgemeinde am See zusammen. Zunächst gehörte die Kirchengemeinde zum Kirchenkreis Niesky, dieser schloss sich am 1. Januar 2007 mit den Kirchenkreisen Görlitz und Weißwasser zum Kirchenkreis Niederschlesische Oberlausitz zusammen. Seit 2014 ist See Teil des Kirchenkreises Schlesische Oberlausitz.